# Koreanska namn

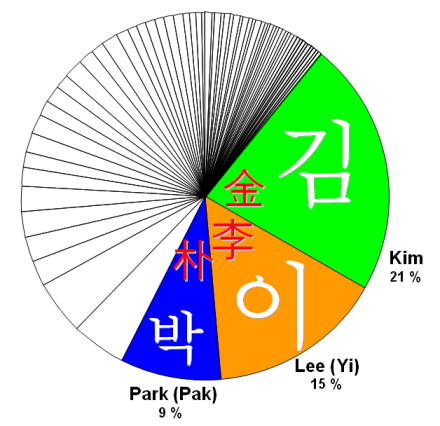
Koreanska familjenamns vanlighet

Koreanska namn består av ett familjenamn, vanligen bestående av ett kinesiskt tecken, hanja, följt av ett personnamn, vanligen bestående av två tecken. I Nordkorea används inte hanja i offentliga sammanhang, utan namnet är alltid skrivet med det koreanska alfabetet, hangul. De flesta idag använda koreanska namn kommer från kinesiskan, vars namnskick historiskt varit det viktigaste för utvecklingen av de koreanska namnen även om andra språks namnskick också periodvis influerat.
Antalet familjenamn är starkt begränsat. De 250 vanligaste familjenamnen täcker in nära nog alla koreaner och något av de tre vanligaste, Kim (金), Lee (李) och Park/Pak (朴) bärs av omkring 45 procent av alla koreaner.